# Massacre de Wairau
Pour les articles homonymes, voir Wairau.
 (juillet 2017).
Si vous disposez d'ouvrages ou d'articles de référence ou si vous connaissez des sites web de qualité traitant du thème abordé ici, merci de compléter l'article en donnant les références utiles à sa vérifiabilité et en les liant à la section « Notes et références ».
Le massacre de Wairau a lieu en Nouvelle-Zélande le 17 juin 1843, et fut l'un des premiers conflits sérieux entre les colons britanniques et les Mãori, après la signature du traité de Waitangi et le seul qui ait eu lieu sur l'île du Sud. 
Quatre Maoris moururent et trois furent blessés dans le conflit ; quant au nombre de victimes britanniques, il s'élève à vingt-deux morts et cinq blessés. Douze Britanniques furent tués par balles ou battus à mort alors qu'ils s'étaient rendus et avaient été faits prisonniers par les Maoris.
Ce conflit accrut les craintes déjà présentes parmi les colons d'une insurrection armée des maoris, plus nombreux et mieux armés, et il créa le premier défi à Robert FitzRoy qui prendra son poste en Nouvelle-Zélande six mois plus tard. FitzRoy fut fortement critiqué par les colons et la Compagnie de Nouvelle-Zélande pour avoir pris la décision de laisser les Maoris, auteurs des meurtres, sans condamnation et libres.

## Contexte
La Compagnie de Nouvelle-Zélande implantait de nombreuses colonies aux environs de Nelson dans le nord de l'île du Sud en 1840. La colonie devait atteindre 810 km2 lors de sa conception en avril 1841, mais à la fin de l'année même si des parcelles de terres avaient été vendues à l'Angleterre, les agents de la Compagnie de Nouvelle-Zélande avaient du mal à identifier – sans parler d'acheter aux locaux – les terrains disponibles pour former la colonie.

Les colons commencèrent à acheter de larges régions de terre aux Maoris sans en référer au gouvernement colonial nouvellement établi et souvent sans établir les droits du vendeur de vendre la terre achetée.
Cette situation entraîna des tensions et des problèmes entre les deux populations.
En juillet 1843, le capitaine Arthur Wakefield, qui avait été envoyé par la Compagnie de Nouvelle-Zélande afin de mener un premier groupe de colons à Nelson, écrivit à son frère, le colonel Edward Gibbon Wakefield, un de ses principaux officiers de la Compagnie de Nouvelle-Zélande, qu'il avait loué des terres acquises à Wairau, à 25 km de Nelson.
Il avait un faux acte de terrain, l'ayant acheté à la veuve d'un baleinier qui prétendait à son tour l'avoir acheté à Te Rauparaha de l’iwi (tribu) Ngati Toa, et il admit dans une lettre à la Compagnie en mars 1843 : « Je m'attends plutôt à avoir quelques difficultés avec les indigènes ».
La source de ces problèmes était simple : les chefs Te Rauparaha et Te Rangihaeara avec le peuple de Ngati Toa possédaient ces terres et n'avaient jamais reçu d'argent pour elles. Des conflits similaires avaient été auparavant réglés par la négociation et Te Rauparaha était disposé à négocier sur le terrain de Wairau.

## Confrontation
En janvier 1843, Nohorua, le vieux frère de Te Rauparaha, mena une délégation de chef à Nelson pour protester contre les activités des Britanniques sur les plaines de Wairau.
Deux mois plus tard, Te Rauparaha lui-même vint à Nelson, insistant pour que le problème de la propriété soit laissé au Commissaire des terres William Spain qui avait commencé à enquêter sur les achats réclamés par la Compagnie.
Arthur Wakefield rejeta cette requête, informant Te Rauparaha que si les indigènes interféraient avec les colons, la Compagnie enverrait 300 agents arrêter le chef maori.
Arthur expédia trois groupes de colons sur les terres, mais ils furent rapidement découragés par les Maoris qui détruisirent leurs campements, les laissant néanmoins sains et saufs.
Te Rauparaha et Nohorua écrivirent à Spain, le 12 mai, pour qu'il vienne sur l'île du Sud régler le problème avec la Compagnie qui réclamait les terres de Wairau. Spain répondit qu'il arriverait une fois ses affaires à Wellington réglées. Un mois plus tard Spain n'avait pas donné le moindre signe. Un groupe mené par Te Rauparaha voyagea alors sur Wairau et détruisit toutes les colonies, les maisons faites à partir des matériaux de terre, y compris des patères de bois et des cabanes de chaume grossièrement construites. Les colons furent rassemblés et renvoyés à Nelson, sans qu'aucun mal ne leur soit fait.
Soutenu par un rapport bâclé du journal de Nelson, Examiner sur « le scandale des Maoris à Wairau » Arthur Wakefield rassembla un groupe d'hommes, dont le rédacteur du journal, G.R. Richardson, et 24 autres hommes. Le juge d'instance de la police, Augustus Thompson, délivra un mandat pour l'arrestation de Te Rauparaha et Rangihaeata, lesquels avaient été décrits par Arthur dans une lettre à des « tyrans voyageurs », et réquisitionna le gouvernement qui était à Nelson à ce moment.
Au matin du 17 juin, le groupe de 60 hommes environ incluant Fréderick Tuckett et d'autres qui les avaient rejoints en cours de route, approchèrent du camp des Maoris. Les hommes portaient des sabres, des baïonnettes, des pistolets et des mousquets. De l'autre côté Te Rauparaha était entouré de ses quatre-vingt-dix guerriers incluant des femmes et des enfants. Il n'autorisa que Thompson et cinq autres hommes à s'approcher de lui, mais ordonna aux autres Britanniques de rester de leur côté. 
Thompson adopta tout de suite une attitude agressive en refusant de serrer la main du chef Maori et insistant être venu pour l'arrêter pour avoir brûlé leurs maisons.
Te Rauparaha fit remarquer que les cabanes avaient été construites sur ses terres avec les matériaux de ces mêmes terres et donc qu'elles étaient sa propriété.
Thompson insista quand même pour arrêter le chef et sortit des menottes, Te Rauparaha commença à s'énerver.
Thompson appela ses hommes leur ordonnant de mettre en joue et d'avancer, mais alors qu'ils s'approchaient, un Britannique tira et tua Rongo la femme de Te Rangihaeta, qui était aussi la fille de Te Rauparaha. Les tirs eurent lieu des deux côtés, bientôt les Britanniques escaladèrent la colline sous le feu des Ngati Toa.
Il y eut de nombreux morts des deux côtés. Te Rauparaha ordonna à ses guerriers de poursuivre les Britanniques qui s'enfuyaient. Ceux qui ne s'étaient pas enfuis au début furent vite rattrapés. Arthur Wakefield demanda un cessez-le-feu et se rendit avec Thompson, Richardson, et dix autres Britanniques. Deux d'entre eux furent tués immédiatement.
Rongiharta demanda utu (vengeance) pour la mort de sa femme. Tous les captifs, dont Thompson et le capitaine Arthur Wakefield furent exécutés.

## Conséquences
Les répercussions de ces massacres se firent sentir jusqu'en Angleterre, où la Compagnie fut presque ruinée par la nouvelle de sujets britanniques tués par des « barbares indigènes ».
 Presque toutes les ventes s'arrêtèrent et il devint évident que la Compagnie était tout sauf honnête au sujet de sa tactique d'achats des terres et les rapports des évènements dans les journaux locaux étaient loin d'être exacts.
 Aux alentours de Nelson, les colons devinrent de plus en plus nerveux et un groupe envoya une délégation au gouvernement pour se plaindre que « ceux qui avaient été tués devaient être déchargés de leurs droits de magistrat et de sujet britannique », « les personnes qui ont été tuées sont des assassins aux yeux du sens commun et de la justice ».
Pour apaiser ces querelles hostiles entre Maoris et Britanniques, on envoya le gouverneur Robert FitzRoy visiter Wellington et Nelson. Beaucoup estimèrent qu'il serait difficile, voire impossible, pour lui de déterminer qui était fautif dans cette horrible affaire. Cependant, il accusa immédiatement les représentants de la Compagnie de Nouvelle-Zélande et le rédacteur du journal The New Zealand Gazette, pour leur attitude agressive envers les Maoris, leur affirmant qu'il s'assurerait que « pas un seul hectare, pas un seul pouce de terre appartenant aux natifs ne devait être touché sans leur consentement ». Il demanda aussi la démission des magistrats qui avaient ordonné l'arrestation du chef Maori.
Avec ses officiers, il alla ensuite à la rencontre des Maoris à Waikanae, sur l'île du Nord, afin d'en savoir plus sur le conflit de Wairau. Il tint une réunion avec cinq cents Maoris où il dit : « Quand j'ai entendu pour la première fois parler du massacre de Wairau… j'ai été extrêmement en colère… ma première pensée a été la vengeance de la mort de mes amis, et des autres Pakeha qui ont été tués, et pour ça amener des bateaux de guerre avec de nombreux soldats, et aurais-je fait ça, vous auriez été sacrifiés et votre pa détruit. Mais en reconsidérant l'affaire, je me suis rendu compte que les Pakeha étaient aussi responsables, et je suis déterminé à venir et demander les circonstances de cette affaire et ce qui n'allait pas ».
Te Rauparaha et les autres Maoris racontèrent donc leur version des faits. À la fin, FitzRoy annonça que c'étaient les Britanniques qui avaient tort en premier lieu, qu'ils n'avaient pas le droit de construire des maisons sur ces terres et donc qu'il n'y avait pas lieu pour lui et l'Angleterre de se venger. Il ajouta que les chefs avaient commis un acte horrible en tuant ses hommes qui s'étaient rendus et conclut : « les hommes blancs ne tuent jamais leurs prisonniers ». Il enjoignit les Britanniques et les Maoris de vivre en paix.
Les colons et la Compagnie furent outrés par le rapport du gouverneur Robert FitzRoy, mais ils devaient être prudents et pragmatiques, car les Maoris étaient plus nombreux, neuf cents indigènes pour un colon, et beaucoup de iwi avaient amassé des armes leur donnant la capacité de détruire toutes les colonies de Wellington et Nelson. FitzRoy savait aussi qu'il était très improbable que des troupes fussent envoyées par le gouvernement britannique pour s'engager dans une guerre avec les Maoris ou défendre les colons.
Le rapport de FitzRoy a été aussi endossé par Lord Stanley, ministre des Affaires coloniales et de la Guerre qui dit que les actions menées par Thompson et Wakefield avaient été « manifestement illégales, injustes et imprudentes », et que leur mort s'était produite comme une conséquence naturelle.